# Cheikh Ahmad-e Djami
Cheikh Ahmad-e Djami, dont le nom complet est Ahmad Ibn Abolhasan Jami-e Namaqi-e Torshizi (en persan : احمد ابن ابوالحسن جامی نامقی ترشیزی) (né à Namagh, aujourd'hui Kashmar, Perse, en 1049 ou 1048 et mort à Torbat-e Jam en 1141), est un irfān, soufi et poète persan du XIe siècle. À l'âge de 22 ans il s'est isolé dans les montagnes de Namagh et n'est revenu vers les villes pour y enseigner que lorsqu'il eut 40 ans : à Nishapur, Hérat, Mary, Bastam (Semnan). Il écrit aussi des poèmes, fait élever des monastères. En peu de temps sa renommée augmente et il attire l'attention des dirigeants, émirs et sultans. Il vit jusqu'à plus de 90 ans et est inhumé au Mausolée de Cheikh Ahmad-e Djami qui est encore un sanctuaire pour ses disciples de nos jours.    

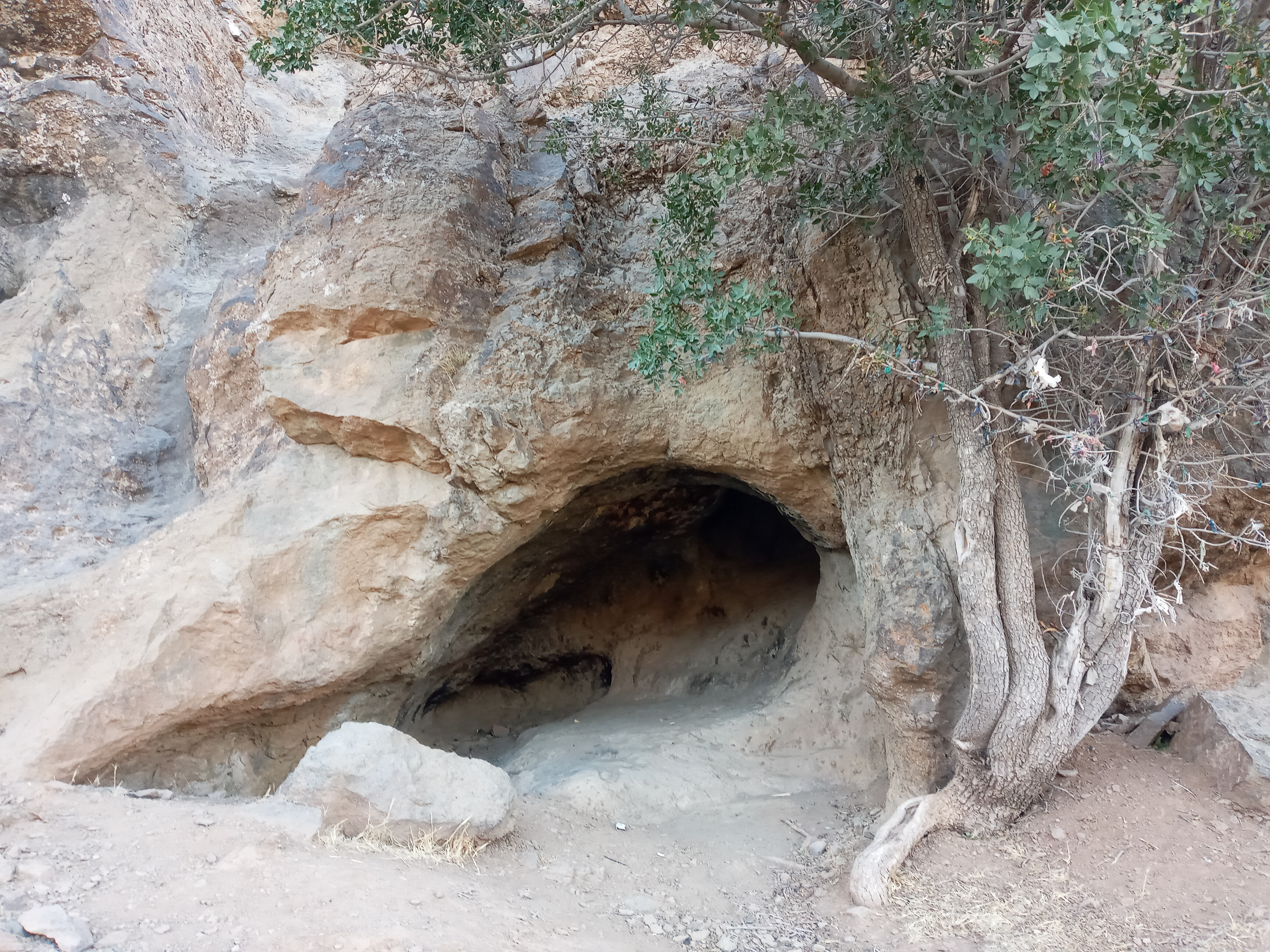
grotte où a vécu le Cheikh
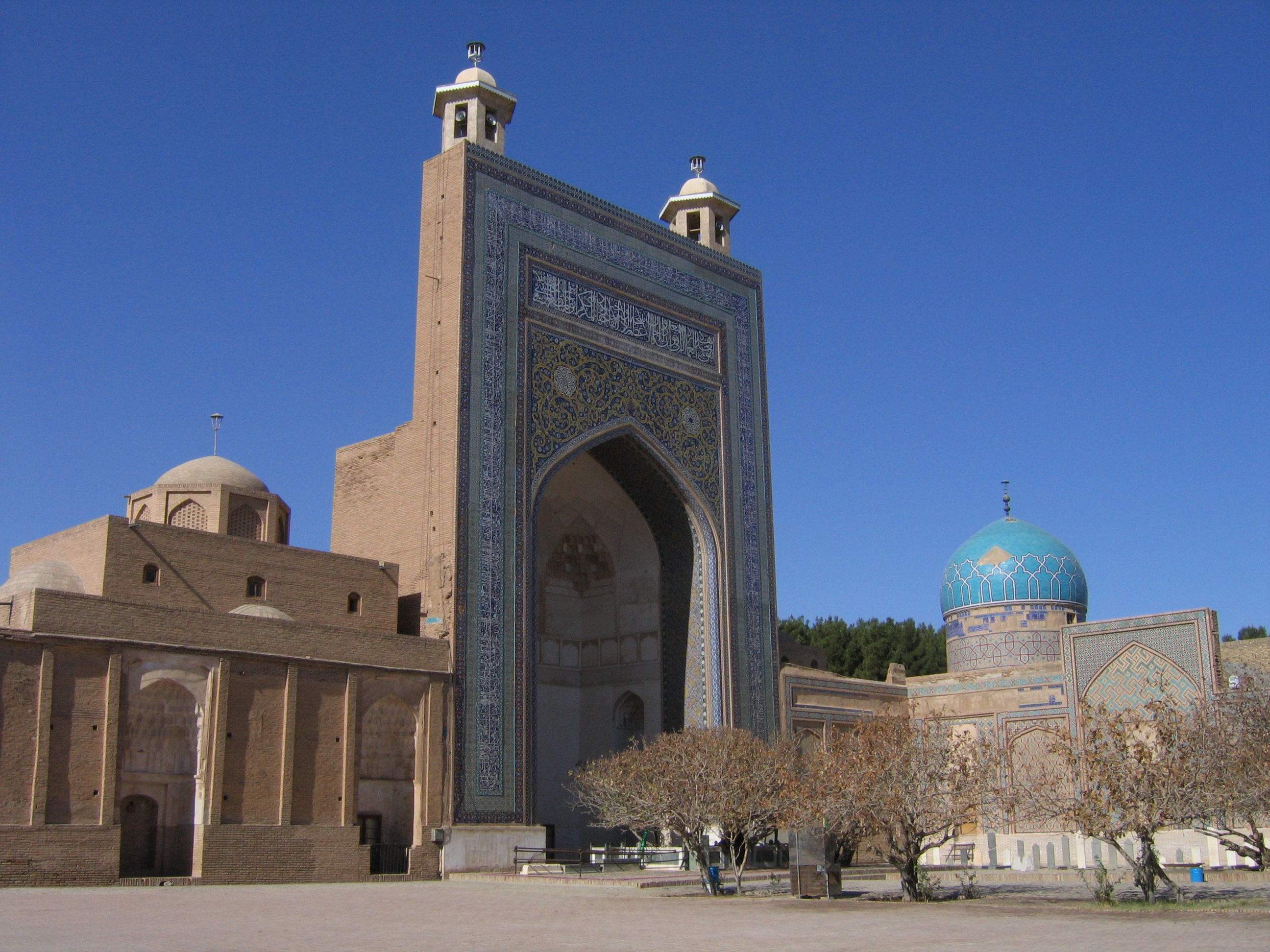
Mausolée de Cheikh Ahmad-e Djami

## Œuvres
Ses livres sont écrits en persan mais le titre est écrit en arabe. Les sujets traités sont la charia, la théologie. Les plus importants sont :
- Meftāh al Najāt (arabe : مفتاح النجاة, La clef de la rédemption)
- Konuz al Hekma (arabe : کنوز الحکمة, Le trésor de la sagesse)
- Seraj al Sāerin (arabe : سراج السائرین, La lampe des pèlerins)